# 나가시노 전투
나가시노 전투(일본어: 長篠の戦い)은 덴쇼3년 5월 21일（1575년 6월 29일）미카와 나가시노 성(현재 일본 아이치현 신시로시 나가시노）를 둘러싼 오다 노부나가, 도쿠가와 이에야스 연합군 3만 8000명과 다케다 가쓰요리군 1만 5000명 사이에서 일어난 전투이다. 결전지가 시타라가하라(設楽ヶ原）및 아루미하라(有海原)（『藩翰譜』,『信長公記』)였기 때문에 나가시노 시타라가하라 전투라고 기록되어 있다.
당시 최신 병기였던 철포를 3000자루를 준비하고 신(新)전법인 3단 발사를 실행한 오다군에게 당시 최강이라 불렸던 다케다 기마대는 아무것도 하지 못하고 섬멸되었다는 게 통설이지만, 여러 논점에서 이론(異論)이 존재한다.

## 합전의 경과

### 개전까지
1573년 8월, 다케다 가신단이였던 오쿠다이라 사다마사（후의 오쿠다이라 노부마사）는 다케다 신겐이 죽었을 때, 아버지 사다요시의 과감한 결단에 의해 일족, 부하를 데리고 도쿠가와 쪽으로 배신한다. 이에야스는 다케다 가에서 손에 넣은지 얼마 안 된 나가시노 성에 사다마사를 배치하였고（즉 대(対) 다케다의 전선에 두었다.）2년 후인 1575년 4월, 다케다 가쓰요리는 1만 5000명이라는 대군을 끌고 나가시노 성을 포위한다.

### 나가시노 성 농성전
다케다의 대군에 비해 나가시노 성에는 500명이라는 적은 병력 밖에 없었지만, 200자루의 철포나 대철포를 준비해두었고 격렬한 저항으로 다케다군을 힘들게 하였다. 하지만, 군량미가 떨어진 시점에서 수일 이내에 원군이 오지 않으면 낙성은 불가피하다는 상황에 몰렸고, 사다마사의 가신 도리이 스네에몬이 몰래 탈출하여 오카자키 성의 이에야스에게 군대를 요청한다. 그에 앞서 이에야스는 오다가에 원군을 요청하였고, 노부나가는 5월 13일에는 이미 3만의 군세를 이끌고 기후를 출발하여 오카자키성에 도착하였다.
원군이 오는 것을 전해들은 당일, 도리이는 나가시노 성으로 향하였지만, 다케다 군에게 붙잡혀 버린다. 다케다 쪽에선 성에 있는 병사의 사기를 꺾기 위해 ‘원군은 오지 않는다.’라고 전하면 살려준다고 제안하였고, 도리이는 승낙한다. 하지만, 도리이는 외침 직전 약속을 깨고 ‘원군은 수일 이내에 오니 절대 항복말라.’라고 전하여 성 안의 사기를 높였고 그 죄로 곧 처형된다. 다케다 군의 오치아이 미치히사는 도리이의 담담한 최후에 감복하여 그의 처형장면을 기치로 삼겠다는 점을 허락받는다.

### 노부나가 군단의 도착
노부나가 군 3만과 이에야스 군 8000은, 나가시노 성 바로 앞의 시타라가하라에 도착하였다. 시타라가하라는 들판(原,하라)이라고는 해도 강을 따라서 구릉지가 몇 개나 이어지는 장소였기 때문에, 상대 진영의 먼 곳까지 내다볼 수 있을 정도로 시야가 좋은 장소는 아니었지만, 노부나가는 이곳을 전지(戦地)로 선정하여, 렌고 강을 수로로 판단하고 방어진의 구축에 힘쓴다. 이것은 강을 사이에 둔 대지 양쪽의 경사면을 깍아내 인공적인 급사면으로 하여 3중의 토루(土塁)에 마방책을 배치하였다. 당시 일본에서는 이례적인 야전(野戦)축성이었다. 즉, 노부나가 측은 철포대를 주력으로 하여, 수비하면서 다케다의 기마대를 쫓아 사격하는 전술을 세웠다.
한편 노부나가가 도착했다는 정보를 들은 다케다 진영에서는 즉시 군의가 열렸다. 신겐 시대때 부터의 중진들, 특히 다케다 사천왕이라 불리는 야마가타 마사카게, 바바 노부하루, 나이토 마사토요 등은 노부나가 스스로 출진한 것을 알고 철수하자고 진언하였지만, 가쓰요리는 결전을 하기로 결정한다. 그리고 나가시노 성 견제에 3000정도를 두고, 나머지 1만 2000을 시타라가하라로 향했다. 이것으로 인해, 신겐 때부터 있었던 오래 된 중신들은 패전을 예감하여, 죽을 각오로 일동이 모여 술을 마시며 결별하였다고 한다.

### 도비가스 산 공방전
5월 20일 밤, 사카이 다다쓰구가 이끄는 히가시 미카와무리 외, 오다군 가나모리 나가치카 등의 요리키(与力), 철포 500자루를 가진 합 약 3000명이라 하는 연합군의 대부대（『信長公記』에 의하면 약 4000명）가, 은밀히 도요 강을 도하, 나가시노 성 부근에 남아있는 다케다군 쪽으로, 능선을 타고 남측에서 후방으로 돌아서 들어가면, 다음날 새벽녘에는 나가시노 성 포위의 중요한 곳인 도비가스 산 성채를 후방에서 강습하였다. 도비가스 산 성채는 나가시노 성을 포위, 감시하기 위해 쌓은 성채로 본성과 4개의 성채라는 구성이었지만, 기습의 성공에 의해 모두 함락된다. 이로 인해, 오다, 도쿠가와 연합군은 나가시노 성 구원이라는 제 1목적을 달성하였다. 더욱더 농성하고 있던 오쿠다이라군을 더한 사카이 기습대는 추격의 손을 늦추지 않고, 아루미 마을에 주류중인 다케다군까지도 소탕하여, 시타라가하라로 전진한 다케다 본대의 퇴로를 위협하는데에도 성공했다.
이 도비가스 산 공방전에 의해 다케다 쪽은, 주요 장수인 가와쿠보 노부자네를 시작으로, 사에구사 모리토모, 고미 사다나리, 와다 나리시게, 나와 무네야스, 이이 야시우에몬 등 유명한 무장이 사망하였다. 다케다의 패잔병은 본대로 합류하기 위해 도요 강을 건너 퇴각하였으나 사카이 기습대의 맹추격을 받았고, 나가시노 성의 서해안, 아루미 마을에서도 고사카 마사즈미가 죽었다. 이처럼 사카이 부대의 일방적인 전개였지만, 이에 앞서 너무 깊이 들어간 도쿠가와 쪽의 후코즈 마쓰다이라 고레다다만은, 퇴각하는 오야마다 마사유키에게 반격당해 사망하였다.
무릇, 이 작전은 20일 밤에 합동군 의논 중에 나온 사카이 다다쓰구에 의한 발안이었지만, 노부나가에게 일축되었다고 한다. 그런데, 군 회의를 끝내고 곧바로 노부나가는 사카이를 몰래 불러내어, 작전의 결행을 명했다. 다케다 군의 첩보를 염려하여, 회의에서는 전혀 채용하지 않았다. 라는 것이 이유라고 한다.

### 시타라가하라 결전
5월 21일 이른 아침, 도비가스 산 공방전의 대세가 정해졌다고 생각할 즈음, 퇴로를 위협당할 것을 두려워한 다케다군이 움직여 합전이 개시되었다. 오다, 도쿠가와 연합군 3만 8000과 다케다군 1만 2000의 전투는 낮 즈음까지 계속되었다.（약 8시간）결과는 오다, 도쿠가와군의 승리였지만, 6000명에 가까운 희생자를 냈다. 한편 다케다군은 1만 2000명의 희생자（도비가스 산 공방전도 포함한다.）를 내었지만, 오다, 도쿠가와군의 전사자가 이름도 없는 아시가루(足軽) 졸병（특히 오다군은 대부분이 졸병）이었던 것에 비해, 다케다군의 전사자는 다케다 사천왕인 야마가타, 나이토, 바바를 시작으로 하라 마사타네, 하라 모리타네, 사나다 노부쓰나, 사나다 마사테루, 쓰치야 마사쓰구, 쓰치야 나오노리, 안나카 가게시게, 모치즈키 노부나가, 요네자와 시게쓰구 등 유명한 인물이었기 때문에, 피해는 막대했다.
가쓰요리는 간신히 수백 명의 하타모토에게 보호받으며, 다카토 성으로 후퇴. 우에스기 겐신과 화친을 맺고, 우에스기의 부대 1만과 이를 이끄는 고사카 마사노부와 합류 후, 가이로 퇴각하였다.
오다, 도쿠가와 쪽의 3000자루라는 양의 철포, 더욱 더 철포대를 3개로 나누어, 철포의 탄을 채우는 데에 허비하는 시간을 없애는 3단 발사 전법으로 최강이라 불리는 다케다 기마대를 패배시켰다는 것이 유명한 통설이지만, 3000자루라는 양과 3단 발사 전법에 대해서는 역사상의 문제가 많아 부정하는 학자가 많다. 단지, 당시로써는 최대 규모의 철포대 투입과 기마대를 막기 위한 마방책이 활약한 것은 사실이다.
또 하나의 고민거리였던 이시야마 혼간지에 대한 압력을 강화하였다. 도쿠가와가는 미카와를 완전히 장악하여 후타마타 성, 다카텐진 성을 되찾는 데에 성공한다.
많은 우수한 병사를 잃은 다케다가는, 가쓰요리나 호조가와의 외교실패로 인해, 이후, 급속히 쇠퇴하여 1582년 멸망에 이른다.
나가시노 성주 오쿠다이라 사다마사는 이 전공에 의해 노부나가가 자신의 이름 중 한 글자인 노부(信)라는 글자를 하사하여 ‘信昌(노부마사)’로 개명하였고,（원래 그런 약속이 있었지만）이에야스의 장녀 가메히메를 얻어 정실로 맞이한다. 더욱 더 그 중신을 포함하여 영지 지배 등을 자식과 자손들에게 이르기까지 보장한다는 필적을 받아, 사다마사를 조상으로 하는 오쿠다이라 마쓰다이라가는 메이지 시대까지 번창하게 된다. 또한, 처형된 토리이 스네에몬은 후세에 가신으로 이름을 남겨, 그 자손은 오쿠다이라 마쓰다이라가에서 후한 대접을 받았다.

## 참전 무장

### 오다, 도쿠가와 연합군
시타라가하라 결전 본대
오다군
오다 노부나가, 오다 노부타다, 가와지리 히데타카, 시바타 가쓰이에, 니와 나가히데, 하시바 히데요시, 사쿠마 노부모리, 다키가와 이치마스, 삿사 나리마사, 마에다 도시이에, 미즈노 노부모토, 노노무라 마사시게（일설에는 아케치 미쓰히데도 참전）
도쿠가와군
도쿠가와 이에야스, 마쓰다이라 노부야스, 이시카와 가즈마사, 혼다 다다카쓰, 사카키바라 야스마사, 도리이 모토타다, 오쿠보 다다요, 오쿠보 다다스케, 오쿠보 다다타카, 다카기 기요히데, 나루세 마사카즈, 구사카베 사다요시
도비가스 산 공방전
오다군
가나모리 나가치카
도쿠가와군
사카이 다다쓰구, 마쓰다이라 야스타다, 마쓰다이라 고레타다, 마쓰다이라 이에타다, 마쓰다이라 기요무네, 혼다 히로타카, 오쿠다이라 사다요시, 스가누마 사다미쓰, 사이고 이에카즈, 곤도 히데모치, 시타라 사다미치
나가시노 성 농성전
오쿠다이라 노부마사, 마쓰다이라 가게타다

### 다케다군
시타라가하라 결전 본대
다케다 가쓰요리, 다케다 노부카도, 오야마다 노부시게, 다케다 노부토요, 아나야마 노부키미, 모치즈키 노부나가, 바바 노부하루, 야마카타 마사카게, 나이토 마사토요, 하라 마사타네, 사나다 노부쓰나, 사나다 마사테루, 아토베 가쓰스케, 쓰치야 마사쓰구, 쓰치야 나오노리, 요코타 야스카게, 오바타 노부사다, 아마리 노부야스
나가시노 성 감시 부대
도비가스 산, 그 외의 수비대（나가시노 성의 남쪽 기슭）
가와쿠보 노부자네, 사에구사 모리토모, 나와 무네야스, 이이 야시우에몬, 고미 요소베
아루미 마을 주류 부대（나가시노 성의 서쪽 기슭）
오야마다 마사유키, 고사카 마사즈미, 야마모토 간조